# Michałówka (powiat parczewski)
Michałówka – wieś w Polsce położona w województwie lubelskim, w powiecie parczewskim, w gminie Parczew. Wieś stanowi sołectwo gminy Parczew. W latach 19XX–61 w granicach Parczewa.
Wierni Kościoła rzymskokatolickiego należą do parafii św. Jana Chrzciciela w Parczewie.

## Historia
31 grudnia 1961 Michałówkę wyłączono z Parczewa i włączono ją do nowo utworzonej gromady Parczew.
W latach 1975–1998 miejscowość należała administracyjnie do województwa bialskopodlaskiego.